# هارون جوزيف
هارون جوزيف (بالإنجليزية: Aaron Joseph)‏ هو لاعب كرة قدم أسترالية أسترالي، ولد في 4 يوليو 1989.

## وصلات خارجية
- هارون جوزيف على موقع AustralianFootball.com (الإنجليزية)
- هارون جوزيف على موقع AFLtables.com (الإنجليزية)